# جون شوستر
جون شوستر (بالإنجليزية: John Schuster) هو لاعب دوري الرغبي نيوزلندي، ولد في 17 يناير 1964 في أبيا في ساموا.